# Nesopetinus blackburni
Nesopetinus blackburni är en skalbaggsart som först beskrevs av Sharp 1881.  Nesopetinus blackburni ingår i släktet Nesopetinus och familjen glansbaggar.

## Underarter
Arten delas in i följande underarter:
- N. b. blackburni
- N. b. lanaiensis
- N. b. mauiensis